# US Men’s Clay Court Championships
US Men’s Clay Court Championships – męski turniej tenisowy kategorii ATP Tour 250 zaliczany do cyklu ATP Tour. Rozgrywany obecnie na kortach ceglanych w amerykańskim Houston.
Miejsca rozgrywania turnieju:
- 1969–1987 – Indianapolis
- 1988–1989 – Charleston (Karolina Południowa)
- 1990 – Kiawah Island (Karolina Południowa)
- 1991–1993 – Charlotte
- 1994 – Birmingham (Alabama)
- 1995–1996 – Pinehurst (Karolina Północna)
- 1997–2000 – Orlando
- 2001–obecnie – Houston

## Mecze finałowe

### Gra pojedyncza
| Houston                             |                                              |                                              |                                              |
| Rok                                 | Zwycięzca                                    | Finalista                                    | Wynik                                        |
| 2025                                | Jenson Brooksby                              | Frances Tiafoe                               | 6:4, 6:2                                     |
| 2024                                | Ben Shelton                                  | Frances Tiafoe                               | 7:5, 4:6, 6:3                                |
| 2023                                | Frances Tiafoe                               | Tomás Martín Etcheverry                      | 7:6(1), 7:6(6)                               |
| 2022                                | Reilly Opelka                                | John Isner                                   | 6:3, 7:6(7)                                  |
| 2020– 2021                          | Turniej anulowano z powodu pandemii COVID-19 | Turniej anulowano z powodu pandemii COVID-19 | Turniej anulowano z powodu pandemii COVID-19 |
| 2019                                | Cristian Garín                               | Casper Ruud                                  | 7:6(4), 4:6, 6:3                             |
| 2018                                | Steve Johnson                                | Tennys Sandgren                              | 7:6(2), 2:6, 6:4                             |
| 2017                                | Steve Johnson                                | Thomaz Bellucci                              | 6:4, 4:6, 7:6(5)                             |
| 2016                                | Juan Mónaco                                  | Jack Sock                                    | 3:6, 6:3, 7:5                                |
| 2015                                | Jack Sock                                    | Sam Querrey                                  | 7:6(9), 7:6(2)                               |
| 2014                                | Fernando Verdasco                            | Nicolás Almagro                              | 6:3, 7:6(4)                                  |
| 2013                                | John Isner                                   | Nicolás Almagro                              | 6:3, 7:5                                     |
| 2012                                | Juan Mónaco                                  | John Isner                                   | 6:2, 3:6, 6:3                                |
| 2011                                | Ryan Sweeting                                | Kei Nishikori                                | 6:4, 7:6(3)                                  |
| 2010                                | Juan Ignacio Chela                           | Sam Querrey                                  | 5:7, 6:4, 6:3                                |
| 2009                                | Lleyton Hewitt                               | Wayne Odesnik                                | 6:2, 7:5                                     |
| 2008                                | Marcel Granollers                            | James Blake                                  | 6:4, 1:6, 7:5                                |
| 2007                                | Ivo Karlović                                 | Mariano Zabaleta                             | 6:4, 6:1                                     |
| 2006                                | Mardy Fish                                   | Jürgen Melzer                                | 3:6, 6:4, 6:3                                |
| 2005                                | Andy Roddick                                 | Sébastien Grosjean                           | 6:2, 6:2                                     |
| 2004                                | Tommy Haas                                   | Andy Roddick                                 | 6:3, 6:4                                     |
| 2003                                | Andre Agassi                                 | Andy Roddick                                 | 3:6, 6:3, 6:4                                |
| 2002                                | Andy Roddick                                 | Pete Sampras                                 | 7:6(9), 6:3                                  |
| 2001                                | Andy Roddick                                 | Lee Hyung-taik                               | 7:5, 6:3                                     |
| Orlando                             |                                              |                                              |                                              |
| Rok                                 | Zwycięzca                                    | Finalista                                    | Wynik                                        |
| 2000                                | Fernando González                            | Nicolás Massú                                | 6:2, 6:3                                     |
| 1999                                | Magnus Norman                                | Guillermo Cañas                              | 6:0, 6:3                                     |
| 1998                                | Jim Courier                                  | Michael Chang                                | 7:5, 3:6, 7:5                                |
| 1997                                | Michael Chang                                | Grant Stafford                               | 4:6, 6:2, 6:1                                |
| Pinehurst (Karolina Północna)       |                                              |                                              |                                              |
| Rok                                 | Zwycięzca                                    | Finalista                                    | Wynik                                        |
| 1996                                | Fernando Meligeni                            | Mats Wilander                                | 6:4, 6:2                                     |
| 1995                                | Thomas Enqvist                               | Javier Frana                                 | 6:3, 3:6, 6:3                                |
| Birmingham (Alabama)                |                                              |                                              |                                              |
| Rok                                 | Zwycięzca                                    | Finalista                                    | Wynik                                        |
| 1994                                | Jason Stoltenberg                            | Gabriel Markus                               | 6:3, 6:4                                     |
| Charlotte                           |                                              |                                              |                                              |
| Rok                                 | Zwycięzca                                    | Finalista                                    | Wynik                                        |
| 1993                                | Horacio de la Peña                           | Jaime Yzaga                                  | 3:6, 6:3, 6:4                                |
| 1992                                | MaliVai Washington                           | Claudio Mezzadri                             | 6:3, 6:3                                     |
| 1991                                | Jaime Yzaga                                  | Jimmy Arias                                  | 6:3, 7:5                                     |
| Kiawah Island (Karolina Południowa) |                                              |                                              |                                              |
| Rok                                 | Zwycięzca                                    | Finalista                                    | Wynik                                        |
| 1990                                | David Wheaton                                | Mark Kaplan                                  | 6:4, 6:4                                     |
| Charleston (Karolina Południowa)    |                                              |                                              |                                              |
| Rok                                 | Zwycięzca                                    | Finalista                                    | Wynik                                        |
| 1989                                | Jay Berger                                   | Lawson Duncan                                | 6:4, 6:3                                     |
| 1988                                | Andre Agassi                                 | Jimmy Arias                                  | 6:2, 6:2                                     |
| Indianapolis                        |                                              |                                              |                                              |
| Rok                                 | Zwycięzca                                    | Finalista                                    | Wynik                                        |
| 1987                                | Mats Wilander                                | Kent Carlsson                                | 7:5, 6:3                                     |
| 1986                                | Andrés Gómez                                 | Thierry Tulasne                              | 6:4, 7:6                                     |
| 1985                                | Ivan Lendl                                   | Andrés Gómez                                 | 6:1, 6:3                                     |
| 1984                                | Andrés Gómez                                 | Balázs Taróczy                               | 6:0, 7:6                                     |
| 1983                                | Jimmy Arias                                  | Andrés Gómez                                 | 6:4, 2:6, 6:4                                |
| 1982                                | José Higueras                                | Jimmy Arias                                  | 7:5, 5:7, 6:3                                |
| 1981                                | José Luis Clerc                              | Ivan Lendl                                   | 4:6, 6:4, 6:2                                |
| 1980                                | José Luis Clerc                              | Mel Purcell                                  | 7:5, 6:3                                     |
| 1979                                | Jimmy Connors                                | Guillermo Vilas                              | 6:1, 2:6, 6:4                                |
| 1978                                | Jimmy Connors                                | José Higueras                                | 7:5, 6:1                                     |
| 1977                                | Manuel Orantes                               | Jimmy Connors                                | 6:1, 6:3                                     |
| 1976                                | Jimmy Connors                                | Wojciech Fibak                               | 6:2, 6:4                                     |
| 1975                                | Manuel Orantes                               | Arthur Ashe                                  | 6:2, 6:2                                     |
| 1974                                | Jimmy Connors                                | Björn Borg                                   | 5:7, 6:3, 6:4                                |
| 1973                                | Manuel Orantes                               | Georges Goven                                | 6:4, 6;1, 6:4                                |
| 1972                                | Bob Hewitt                                   | Jimmy Connors                                | 7:6, 6:1, 6:2                                |
| 1971                                | Željko Franulović                            | Cliff Richey                                 | 6:3, 6:4, 0:6, 6:3                           |
| 1970                                | Cliff Richey                                 | Stan Smith                                   | 6:2, 10:8, 3:6, 6:1                          |
| 1969                                | Željko Franulović                            | Arthur Ashe                                  | 8:6, 6:3, 6:4                                |

### Gra podwójna
| Houston    |                                              |                                              |                                              |
| Rok        | Zwycięzcy                                    | Finaliści                                    | Wynik                                        |
| 2025       | Fernando Romboli John-Patrick Smith          | Federico Agustín Gómez Santiago González     | 6:1, 6:4                                     |
| 2024       | Max Purcell Jordan Thompson                  | William Blumberg John Peers                  | 7:5, 6:1                                     |
| 2023       | Max Purcell Jordan Thompson                  | Julian Cash Henry Patten                     | 4:6, 6:4, 10–5                               |
| 2022       | Matthew Ebden Max Purcell                    | Ivan Sabanov Matej Sabanov                   | 6:3, 6:3                                     |
| 2020– 2021 | Turniej anulowano z powodu pandemii COVID-19 | Turniej anulowano z powodu pandemii COVID-19 | Turniej anulowano z powodu pandemii COVID-19 |
| 2019       | Santiago González Aisam-ul-Haq Qureshi       | Ken Skupski Neal Skupski                     | 3:6, 6:4, 10–6                               |
| 2018       | Maks Mirny Philipp Oswald                    | Andre Begemann Antonio Šančić                | 6:7(2), 6:4, 11–9                            |
| 2017       | Julio Peralta Horacio Zeballos               | Dustin Brown Frances Tiafoe                  | 4:6, 7:5, 10–6                               |
| 2016       | Bob Bryan Mike Bryan                         | Víctor Estrella Santiago González            | 4:6, 6:3, 10–8                               |
| 2015       | Ričardas Berankis Tejmuraz Gabaszwili        | Treat Huey Scott Lipsky                      | 6:4, 6:4                                     |
| 2014       | Bob Bryan Mike Bryan                         | David Marrero Fernando Verdasco              | 4:6, 6:4, 11–9                               |
| 2013       | Jamie Murray John Peers                      | Bob Bryan Mike Bryan                         | 1:6, 7:6(3), 12–10                           |
| 2012       | James Blake Sam Querrey                      | Treat Huey Dominic Inglot                    | 7:6(14), 6:4                                 |
| 2011       | Bob Bryan Mike Bryan                         | John Isner Sam Querrey                       | 6:7(4), 6:2, 10–5                            |
| 2010       | Bob Bryan Mike Bryan                         | Stephen Huss Wesley Moodie                   | 6:3, 7:5                                     |
| 2009       | Bob Bryan Mike Bryan                         | Jesse Levine Ryan Sweeting                   | 6:1, 6:2                                     |
| 2008       | Ernests Gulbis Rainer Schüttler              | Pablo Cuevas Marcel Granollers               | 7:5, 7:6(3)                                  |
| 2007       | Bob Bryan Mike Bryan                         | Mark Knowles Daniel Nestor                   | 7:6(3), 6:4                                  |
| 2006       | Michael Kohlmann Alexander Waske             | Julian Knowle Jürgen Melzer                  | 5:7, 6:4, 10–5                               |
| 2005       | Mark Knowles Daniel Nestor                   | Martín García Luis Horna                     | 6:3, 6:4                                     |
| 2004       | James Blake Mardy Fish                       | Rick Leach Brian MacPhie                     | 6:3, 6:4                                     |
| 2003       | Mark Knowles Daniel Nestor                   | Jan-Michael Gambill Graydon Oliver           | 6:4, 6:3                                     |
| 2002       | Mardy Fish Andy Roddick                      | Jan-Michael Gambill Graydon Oliver           | 6:4, 6:4                                     |
| 2001       | Mahesh Bhupathi Leander Paes                 | Kevin Kim Jim Thomas                         | 7:6(4), 6:2                                  |